# Paris (Maine)
Paris ist eine Town im Oxford County des Bundesstaats Maine in den Vereinigten Staaten. Der US-Census von 2020 zählte 5.179 Einwohner in 2460 Haushalten.
Paris ist die Shire Town des Oxford Countys.

## Geographie
Nach dem United States Census Bureau hat Paris eine Gesamtfläche von 106,11 km², von der 105,59 km² Land sind und 0,52 km² aus Gewässern bestehen.

### Geographische Lage
Paris liegt im Südosten des Oxford Countys. Der Little Androscoggin River durchfließt das Gebiet der Town in südlicher Richtung. Im Südwesten liegt der Hall Pond. Das Gemeindegebiet ist leicht hügelig, die höchste Erhebung ist der 533 Meter hohe Streaked Mountain.

### Nachbargemeinden
Alle Entfernungen sind als Luftlinien zwischen den offiziellen Koordinaten der Orte aus der Volkszählung 2010 angegeben.
- Norden: West Paris, 8,3 km
- Nordosten: Sumner, 15,7 km
- Osten: Buckfield, 9,9 km
- Südosten: Hebron, 9,2 km
- Süden: Oxford, 11,6 km
- Westen: Norway, 9,8 km

### Stadtgliederung
In Paris gibt es mehrere Siedlungsgebiete: Brimstone Corner, Elm Hill, Paris Cape, Paris Hill, Pleasant Valley und South Paris. Weil die US-Post die gesamte Stadt als South Paris bezeichnet, wird die Stadt als Ganzes auch sonst oft so benannt.

### Klima
Die mittlere Durchschnittstemperatur in Paris liegt zwischen −8,3 °C (17 °F) im Januar und 20,0 °C (68 °F) im Juli. Damit ist der Ort gegenüber dem langjährigen Mittel Maines um etwa 2 Grad kühler. Die Schneefälle zwischen Oktober und Mai liegen mit deutlich mehr als zwei Metern (bei einem Spitzenwert im Januar von knapp 50 cm) ungefähr doppelt so hoch wie die mittlere Schneehöhe in den USA. Die tägliche Sonnenscheindauer liegt am unteren Rand des Wertespektrums der USA.

## Geschichte
Den Land-grant für Paris bekamen im Jahr 1771 Captain Joshua Fuller und weitere 64 Personen seiner Gesellschaft für ihre Dienste im Siebenjährigen Krieg in Nordamerika. Die Besiedlung startete 1779 im Gebiet von Paris Hill. Eine erste Kirche wurde 1795 gebaut. Als Town wurde Paris am 20. Juni 1793 organisiert, zuvor war das Gebiet als Plantation No. 4 bekannt und nachdem das Oxford County im Jahr 1805 gegründet wurde, wurde Paris Shire Town des Oxford Countys. Zu den bekanntesten Einwohnern gehörte der in Paris geborene Hannibal Hamlin.
Im Jahr 1818 wurden Teile des Gebiets an Hebron abgegeben und 1828 wurde Gebiet von Buckfield hinzugenommen. An Norway wurde 1859 Land abgegeben, von dem 1861 etwas zurückgenommen wurde. Woodstock übernahm 1825 und 1827 Gebiete, die 1841 und 1880 teilweise an Paris zurückgegeben wurden. An Oxford wurde 1838 Land abgegeben und von West Paris 1957 Land hinzugenommen. West Paris spaltete sich 1958 von Paris ab.
In Paris befinden sich Lagerstätten von Kristallen und Halbedelsteinen. Entdeckt wurden sie 1820 durch Elijah Hamlin und Ezekiel Holmes, die in der Mica-Mine einen grünen Turmalin fanden, den ersten in den Vereinigten Staaten. Später wurden weitere Lagerstätten entdeckt, in denen Whitmoreit, Earlshannonit, Hydroxylherderit, Herderit und Kosnarit gefunden wurden.

### Einwohnerentwicklung
| Volkszählungsergebnisse – Town of Paris, Maine | Volkszählungsergebnisse – Town of Paris, Maine | Volkszählungsergebnisse – Town of Paris, Maine | Volkszählungsergebnisse – Town of Paris, Maine | Volkszählungsergebnisse – Town of Paris, Maine | Volkszählungsergebnisse – Town of Paris, Maine | Volkszählungsergebnisse – Town of Paris, Maine | Volkszählungsergebnisse – Town of Paris, Maine | Volkszählungsergebnisse – Town of Paris, Maine | Volkszählungsergebnisse – Town of Paris, Maine | Volkszählungsergebnisse – Town of Paris, Maine |
| Jahr                                           | 1800                                           | 1810                                           | 1820                                           | 1830                                           | 1840                                           | 1850                                           | 1860                                           | 1870                                           | 1880                                           | 1890                                           |
| ---------------------------------------------- | ---------------------------------------------- | ---------------------------------------------- | ---------------------------------------------- | ---------------------------------------------- | ---------------------------------------------- | ---------------------------------------------- | ---------------------------------------------- | ---------------------------------------------- | ---------------------------------------------- | ---------------------------------------------- |
| Einwohner                                      | 844                                            | 1320                                           | 1844                                           | 2306                                           | 2454                                           | 2882                                           | 2827                                           | 2765                                           | 2931                                           | 3156                                           |
| Jahr                                           | 1900                                           | 1910                                           | 1920                                           | 1930                                           | 1940                                           | 1950                                           | 1960                                           | 1970                                           | 1980                                           | 1990                                           |
| Einwohner                                      | 3225                                           | 3436                                           | 3656                                           | 3761                                           | 4094                                           | 4358                                           | 3601                                           | 3739                                           | 4168                                           | 4492                                           |
| Jahr                                           | 2000                                           | 2010                                           | 2020                                           | 2030                                           | 2040                                           | 2050                                           | 2060                                           | 2070                                           | 2080                                           | 2090                                           |
| Einwohner                                      | 4793                                           | 5183                                           | 5179                                           |                                                |                                                |                                                |                                                |                                                |                                                |                                                |

## Kultur und Sehenswürdigkeiten

### Bauwerke
In Paris und im Village South Paris wurden mehrere Bauwerke und ein Distrikt unter Denkmalschutz gestellt und ins National Register of Historic Places aufgenommen.
Paris
- Brick School, 2017 unter der Register-Nr. 100001241.[11]
- Deering Memorial United Methodist Church, 2008 unter der Register-Nr. 07001444.[12]
- Robinson-Parsons Farm, 1982 unter der Register-Nr. 82000773.[13]
- Paris Hill Historic District, 1973 unter der Register-Nr. 73000243.[14]

South Paris
- Hershey Plow Company Building, 1990 unter der Register-Nr. 90000922.[15]
- McLaughlin House and Garden, 2000 unter der Register-Nr. 00001202.[16]
- Paris Public Library, 1989 unter der Register-Nr. 88003015.[17]
- Elisha F. Stone House, 1983 unter der Register-Nr. 83000466.[18]

## Wirtschaft und Infrastruktur

### Verkehr
Die Maine State Route 26 verläuft durch den östlichen Teil der Town und folgt dem Verlauf des Little Androscoggin Rivers. Sie verbindet Paris mit West Paris im Norden und Norway im Westen. Von ihr zweigt im Village South Paris die Maine State Route 117 in östliche Richtung ab und führt nach Buckfield und die Maine State Route 119 in südöstliche Richtung nach Hebron.
Güterverkehr wird über die Bahnstrecke Portland–Island Pond abgewickelt, mit einer Station in South Paris.

### Öffentliche Einrichtungen
Krankenhäuser und medizinische Einrichtungen für die Bevölkerung von Paris befinden sich in South Paris, Norway und Auburn.
In Paris befindet sich die Hamlin Memorial Library & Museum im Gebäude des historischen County Jails. Es wurde im Jahr 1822 erbaut. Nachdem in South Paris neue County-Gebäude erbaut wurden, wurde das ehemalige County Jail zu einer Bücherei und Museum umgebaut.
Die Paris Public Library befindet sich am Market Square in South Paris.

### Bildung
Paris gehört mit Harrison, Hebron, Norway, Otisfield, Oxford, West Paris und Waterford zum Oxford Hills School District auch MASD17.
Im Schulbezirk werden folgende Schulen angeboten:
- Waterford Memorial School in Waterford, Schulklassen Pre-Kindergarten bis 2
- Agnes Gray Elementary in West Paris, Schulklassen Pre-Kindergarten bis 6
- Harrison Elementary in Harrison, Schulklassen 3 bis 6
- Hebron Station  in Hebron, Schulklassen Pre-Kindergarten bis 6
- Otisfield Community in Otisfield, Pre-Kindergarten bis 6
- Oxford Elementary in Oxford, Schulklassen Pre-Kindergarten bis 6
- Paris Elementary in Paris, Schulklassen Pre-Kindergarten bis 6
- Guy E. Rowe Elementary in Norway, Schulklassen Pre-Kindergarten bis 6
- Oxford Hills Middle School in South Paris, Schulklassen 7 bis 8
- Oxford Hills Comprehensive High School in South Paris, Schulklassen 9 bis 12

## Persönlichkeiten

### Söhne und Töchter der Stadt
- Charles Andrews (1814–1852), Politiker
- James Deering (1859–1925), Industrieller und Kunstsammler
- William Deering (1826–1913), Industrieller und Kunstsammler
- Stephen Albert Emery (1841–1891), Komponist und Musikpädagoge
- Hannibal Hamlin (1809–1891), Politiker und 15. Vizepräsident der Vereinigten Staaten von Amerika
- Horatio King (1811–1897), Politiker und Postminister

### Persönlichkeiten, die vor Ort gewirkt haben
- Timothy J. Carter (1800–1838), Anwalt und Politiker
- Stephen Emery (1790–1863), Anwalt und Politiker
- Rufus K. Goodenow (1790–1863), Politiker, Präsident des Senats von Maine und US-Marshal für Maine
- Virgil D. Parris (1807–1874), Anwalt und Politiker